# Chen Lijun
Chen Lijun (en chino: 谌利军; Yiyang, 8 de febrero de 1993) es un deportista chino que compite en halterofilia.
Participó en dos Juegos Olímpicos de Verano, en los años 2016 y 2020, obteniendo una medalla de oro en Tokio 2020, en la categoría de 67 kg. Ganó seis medallas en el Campeonato Mundial de Halterofilia entre los años 2013 y 2023.
En abril de 2019 estableció una nueva plusmarca mundial en el total de la categoría de 67 kg (339 kg).

## Palmarés internacional
| Juegos Olímpicos   | Juegos Olímpicos         | Juegos Olímpicos | Juegos Olímpicos |
| Año                | Lugar                    | Medalla          | Categoría        |
| ------------------ | ------------------------ | ---------------- | ---------------- |
| 2020               | Tokio (Japón)            | Medalla de oro   | 67 kg            |
| Campeonato Mundial |                          |                  |                  |
| Año                | Lugar                    | Medalla          | Categoría        |
| 2013               | Breslavia (Polonia)      | Medalla de oro   | 62 kg            |
| 2015               | Houston (Estados Unidos) | Medalla de oro   | 62 kg            |
| 2018               | Asjabad (Turkmenistán)   | Medalla de oro   | 67 kg            |
| 2019               | Pattaya (Tailandia)      | Medalla de oro   | 67 kg            |
| 2022               | Bogotá (Colombia)        | Medalla de plata | 67 kg            |
| 2023               | Riad (Arabia Saudita)    | Medalla de oro   | 67 kg            |